# اونل هرناندز
اونل هرناندز (اسپانیایی: Onel Hernández‎؛ زادهٔ ۱ فوریهٔ ۱۹۹۳) بازیکن فوتبال اهل کوبا است.
از باشگاه‌هایی که در آن بازی کرده‌است می‌توان به باشگاه فوتبال آینتراخت برانشوایگ، باشگاه ورزشی وردر برمن، باشگاه فوتبال وولفسبورگ، و باشگاه فوتبال آرمینیا بیله‌فلد اشاره کرد.
وی همچنین در تیم‌های ملی فوتبال جوانان آلمان و کوبا بازی کرده‌است.